# Cócegas

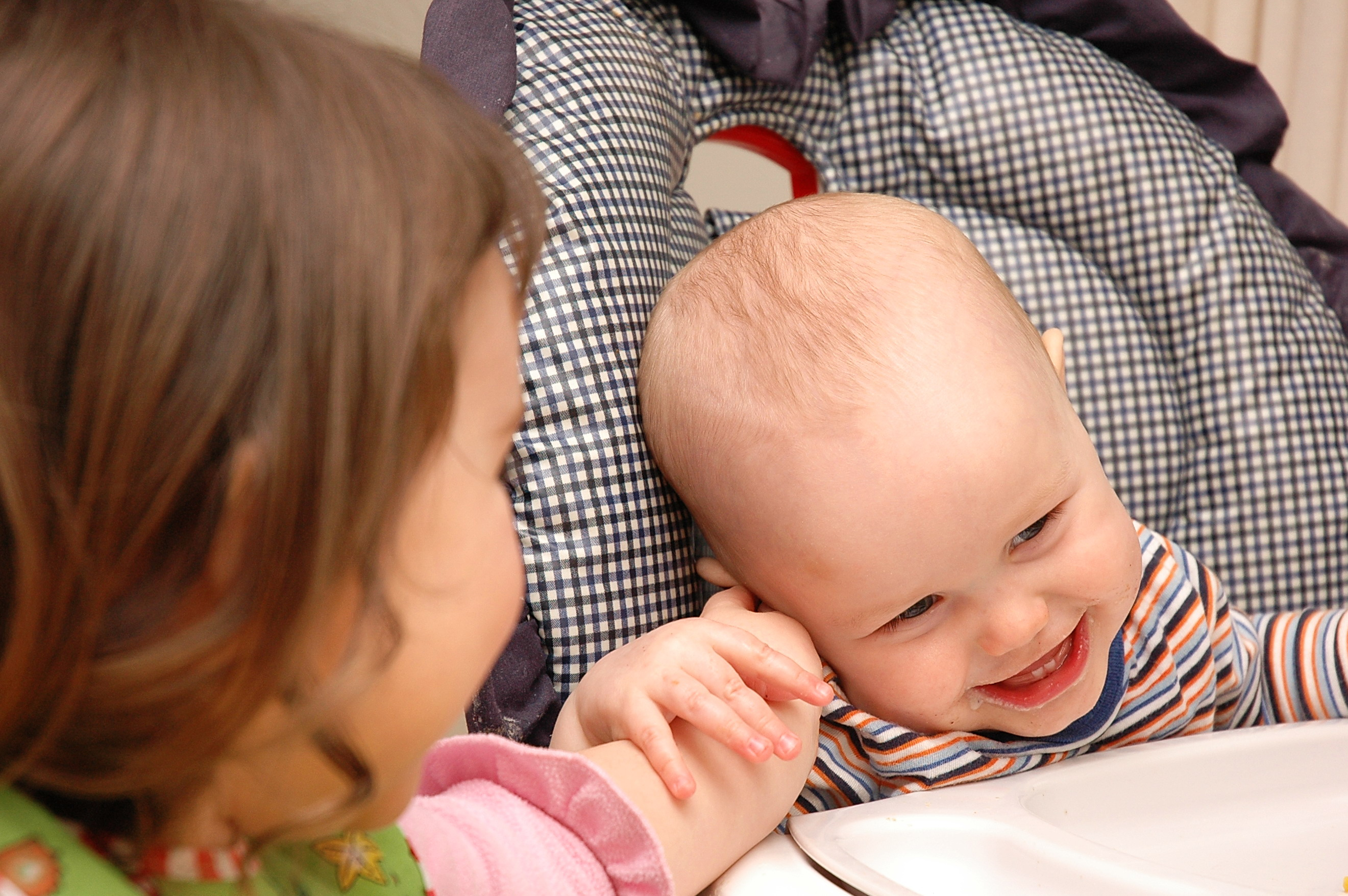
Menina faz cócegas ao seu irmão mais novo.

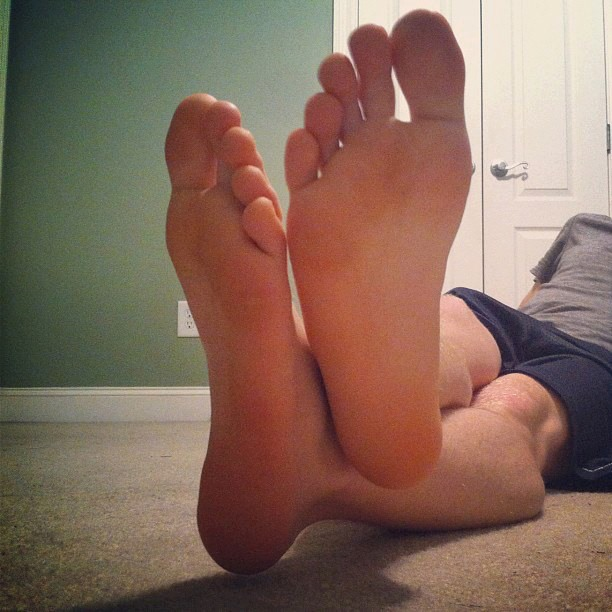
As plantas dos pés são a zona do corpo humano mais sensível às cócegas. As cócegas nos pés provocam sensação de irritação, razão pela qual é nos pés que se consegue com mais facilidade obter reação da pessoa a quem se fazem cócegas.

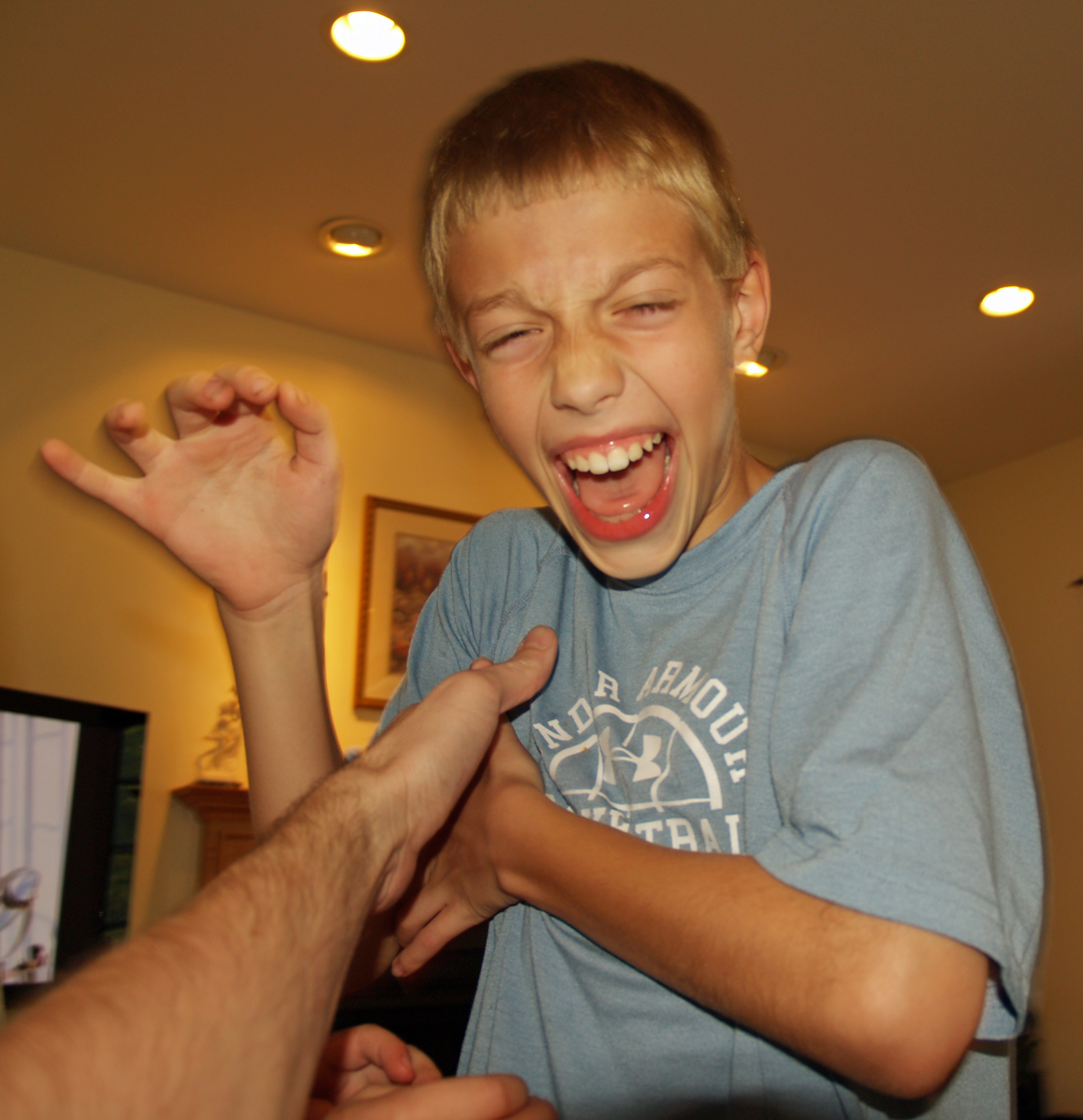
Um rapaz a rir por causa de cócegas.

As cócegas são um processo neurológico e físico do corpo humano. Diversas teorias tentam explicar o que são as cócegas e a mais aceita recentemente pelos cientistas é a de que as cócegas são um sistema de autodefesa do corpo. Segundo essa teoria, o cérebro emite um sinal de alarme e o corpo responde rapidamente. Embora essa explicação seja possível, as cócegas estão nos comportamentos de animais sociais, como por exemplo, os macacos, que também fazem cócegas uns aos outros, como uma forma de estreitar as relações entre si.
Geralmente estimulada por um leve roçar da pele, fricção ou pequenas pressões (apertões) em certas partes do corpo, como a barriga, os pés ou as axilas, por exemplo, as cócegas são um meio de se aproximar de maneira mais íntima com o outro. Ao receber as cócegas, nosso corpo acaba reagindo com espasmos e riso convulso.

## Knismesis e gargalesis
Em 1897 dois cientistas, G. Stanley Hall e Arthur Alley, traçaram uma distinção entre dois diferentes tipos de cócegas: 
- o primeiro, que chamaram knismesis, é uma sensação induzida por um toque muito leve sobre a pele. Esse tipo de cócegas não provoca risadas, requer baixos níveis de estímulo táctil e pode ser provocado também por objetos como uma pluma ou mesmo por descargas életricas de baixa voltagem. Frequentemente, é acompanhado por uma sensação de prurido. Pode ser induzida ainda pela presença, sobre a pele, de insetos ou outros pequenos artropodes. Por isso, foi sugerido que possa ter se desenvolvido nos vertebrados como mecanismo de proteção contra os parasitas. A knismesis, de facto, pode ser observada em várias espécies de animais superiores.
- o segundo tipo, chamado gargalesis, é, por sua vez, desencadeado por uma moderada e repetida pressão sobre determinadas partes do corpo, provocando risadas e movimentos involuntários. Esse tipo de reação só foi observada no homem e em alguns outros primatas, e é considerado como um mecanismo correlato ao jogo, com implicações psicológicas e sociais mais que fisiológicas. Uma confirmação nesse sentido é o fato de que, enquanto é possível provocar knismesis em si mesmo tocando-se a própria pele, a gargalesis só pode ser provocada pelo contato de uma outra pessoa.

Além destes tipos de cócegas, existe um comummente chamado de "barrelas" que se efectua em zonas como a barriga.

## Aspectos sociais
Charles Darwin teorizou a relação entre as cócegas e as relações sociais, argumentando que as cócegas provocam risos através da antecipação do prazer. Se fizermos cócegas em um estranho, por exemplo, essa situação não terá um resultado muito positivo, e provavelmente quem recebeu as cócegas não irá rir, e sim achar o ato como desagradável. As cócegas são feitas entre amigos e parentes, podendo gerar prazer e confiança.
As cócegas são classificadas por psicólogos como parte de um "jogo social" que envolve intimidade e até mesmo a ciência cognitiva. Um estudo com 84 estudantes universitários ingleses indicou que 32% e 36% dos inquiridos não responderam, ou declararam que não gostam de receber cócegas. [carece de fontes?] Porém, no mesmo estudo, os autores descobriram que as pessoas que indicaram que não gostam de receber cócegas riem quando recebem, mesmo que não queiram. [carece de fontes?] Donde se conclui que o riso não necessariamente está associado apenas ao prazer.
As cócegas excessivas podem ser também um meio de prazer sexual, nesse caso sendo tratadas como uma forma de parafilia.

## Cócegas em si mesmo
O cerebelo é uma parte do cérebro responsável pelo controle dos movimentos voluntários do corpo humano. Estudos recentes da Universidade de Londres mostram que o cerebelo pode prever cócegas causadas pelo próprio movimento do corpo, mas não quando este movimento é realizado por uma outra pessoa. [carece de fontes?]
Um dos líderes do estudo, Sarah-Jayne Blakemore, descobriu que quando tentamos fazer cócegas em nós mesmos, o cerebelo prevê o movimento e, portanto, cancela a resposta que o córtex somatosensorial e o córtex cingular anterior provocariam, se fosse outra pessoa quem estivesse aplicando as cócegas. [carece de fontes?]